# 不送氣捲舌搭嘴音
不送氣齒齦搭嘴音（Tenuis retroflex click）是一種罕見的輔音。其中，術語「不送氣」（tenuis）又稱「無聲爆破音」，特指清音、不送氣（unaspirated）、未顎音化、未聲門化的阻礙音。國際音標並未指派給此音任何符號，因此實務上通常使用道格拉斯·馬丁·比奇（Douglas Martyn Beach）首先提出的符號⟨‼⟩來表示此音。

## 特徵
不送氣捲舌搭嘴音的特徵包括：
- 氣流機制是舌吸氣音。藉由舌頭將被困在一個關閉區間的空氣抽出而發聲，而非使氣流從聲門或肺/橫膈膜流出。利用這種機制所發出的音稱作搭嘴音。其濁音及鼻音也同時具有肺部氣流音的性質。
- 調音部位是捲舌，以舌尖和上顎前部接觸以形成對氣流的阻礙而調音。

- 這是一個無聲爆破音（或稱全清音、不送氣音），其發聲是清音、不送氣，且未被聲門化的。此音產生時聲帶並不壓縮或震動，且此音與後面的母音完全或幾乎沒有延遲。
- 本輔音是口腔輔音（口音），表示調音時空氣只從口裡流出。
- 本輔音為中央輔音，調音時氣流在口腔的中央流過舌面，而不從兩側流過。

## 出現於
中部箜語有此音。
| 語言 | 語言 | 詞彙 | IPA | 意義 | 註釋 |
| ---- | ---- | ---- | --- | ---- | ---- |

## 外部鏈結
- 在PHOIBLE上搜尋含有[‼]的語言